# Могила учасників повстання 1863—1864 років (Лососін)
Могила учасників повстання 1863–1864 років (біл. Магіла ўдзельнікаў паўстаньня 1863—1864 гадоў) — пам’ятник повстанцям, які загинули в бою під Лососіном 24 травня 1863 року. Охороняється державою.

## Минуле
4 червня 1863 сталася жорстока сутичка військовиків під керівництвом Пружанського шляхтича Влодки «Щасного» з російським військом біля села Лососіна. Повстанці зазнали важких втрат: 40 чоловік убитими. Валерій Антоній Врублевський з частиною відділу зумів вирватися з оточення. Після бою козаки нарахували на одному лівому фланзі 127 вбитих, в полон було взято білостоцький поміщик Рафаїл Корицький.
На честь повстанців, загиблих у битві, місцеві жителі поставили на місці поховання 40 солдат в урочищі Гонтарь дерев’яний хрест. Влада міжвійськової Польщі в 1928 році поставили на цьому місці замість зотлілого хресту гранітний пам’ятник з вибитим написом: «Prochom 40 powstanców polskich poległych w 1863 r. w walkach z najezdzcą. Mieszkańcy powiatu» (укр. Прахом 40 повстанців, загиблим в 1863 році в боях з окупантами. Мішканьці повіту).
З приходом радянської влади пам’ятник був підірваний. За німецьких часів на могилі був поставлений дерев’яний хрест, але незабаром партизани спиляли і його.
У 1989 році група ентузіастів (вчитель з Клепач Микола Пянко, селянин з Лососина Якуб Заєць) за допомогою краєзнавців з Ружан (Олександр Прокопеня і Юрій Малишевський) і Пружан (Геннадій Сорока, Йосип Машкало, Іван Зданович) знайшли і відновили пам’ятник. Матеріалами і транспортом допомогли Пружанський ПМК і радіозавод. Однак у 1998 року пам’ятник був розстріляний з вертольоту (поруч знаходиться військовий полігон). В черговий раз пам’ятник відновлено у 2000, 8 жовтня того ж року відбулося його урочисте відкриття та освячення за участю католицького священика з Ружан Януша і православного отця Володимира з Варанілавіч.